# Dick Lyon
Richard Avery "Dick" Lyon, född 7 september 1939 i San Fernando i Kalifornien, död 8 juli 2019, var en amerikansk roddare.
Lyon blev olympisk bronsmedaljör i fyra utan styrman vid sommarspelen 1964 i Tokyo.